# Retrato de Georgiana, duquesa de Devonshire
Retrato de Georgiana, duquesa de Devonshire es un retrato pintado por el pintor inglés Thomas Gainsborough de la socialité y anfitriona política Georgiana Cavendish, duquesa de Devonshire. Fue pintado entre 1785 y 1787.

## Trasfondo
Durante sus años bajo el ojo público, Georgiana Cavendish, duquesa de Devonshire, fue pintada varias veces por Thomas Gainsborough y Joshua Reynolds.
El cuadro que Gainsborough realizó de ella alrededor de 1785, con un gran sombrero negro (un estilo que ella puso de moda y que llegó a conocerse como el sombrero "Gainsborough" o "retrato"), se ha hecho famoso por su historia. Después de haber estado perdido en Chatsworth House durante muchos años, fue descubierto en la década de 1830 en la casa de una maestra anciana, que lo había cortado un poco para colocarlo sobre su chimenea. En 1841 lo vendió a un comerciante de cuadros por 56 libras, quien más tarde se lo regaló a un amigo, el coleccionista de arte Wynne Ellis. Cuando Ellis murió, el cuadro salió a la venta en Christie's en Londres en 1876, donde fue comprado por el comerciante de arte de Bond Street, William Agnew, por la entonces astronómica suma de 10.000 guineas, en ese momento el precio más alto pagado jamás por un cuadro en una subasta. Tres semanas después fue robado de la galería londinense de Thomas Agnew & Sons, un robo que tuvo mucha publicidad en su momento y durante años los periódicos publicaron historias sobre supuestos avistamientos de la pintura.  
Sin embargo, no fue hasta veinticinco años después que se supo que el ladrón había sido el famoso "Napoleón del crimen", Adam Worth. Tenía intención de venderlo para poder pagar la fianza y liberar a su hermano de la cárcel, pero cuando éste fue liberado sin fianza, decidió quedárselo para él, para "un día lluvioso", y lo trajo a su tierra adoptiva, Estados Unidos. A principios de 1901, a través de la agencia de detectives estadounidense Pinkerton, negoció la devolución del cuadro al hijo de Agnew por 25.000 dólares. El retrato y el pago se intercambiaron en Chicago en marzo de 1901, y un par de meses después el cuadro llegó a Londres y se puso a la venta. El financiero de Wall Street, J. P. Morgan, viajó inmediatamente a Inglaterra para obtener la obra y posteriormente afirmó haber pagado 150.000 dólares por ella.
El cuadro permaneció en la familia de Morgan hasta 1994, cuando se puso a la venta en Sotheby's y fue comprado por el undécimo duque de Devonshire para la colección de Chatsworth House por 408.870 dólares. Así, después de más de doscientos años, la pintura regresó a Chatsworth.